# Liste der Metropoliten der Ungarisch-Walachei und Patriarchen von Rumänien
Die folgenden Personen waren Metropoliten und Patriarchen der rumänisch-orthodoxen Kirche:
- Marko (Bischof von Tomi)
- Ulfila (got. Wulfila) (um 336) (Bischof der Goten)
- Geronzio (um 381) (Bischof von Tomi)
- Betranio (um 390)
- Timoteo I. (um 431)
- Johannes (5. Jh.)
- Alexander (5. Jh.)
- Timoteo II. (5. Jh.)
- Patero (519–530)
- Valentiniano (550–553)
- Teodoro
- Luca (?)
- Macario (?)
- Cirillo (?)

## Metropoliten von Ungarisch-Walachei
- Giacinto
- 1505–1508 Massimo Brantsovichi
- 1512–1521 Macario
- 1561–1576 Eutimio I.
- 1594–1602 Eutimio II.
- 1600 Dionisio Paleologo
- 1602–1629 Luca il Cipriota
- 1636–1648 Teofilo
- 1648–1653 Stefan (1. Mal)
- 1653–1662 Ignazio
- 1662–1668 Stefan (2. Mal)
- 1668–1672 Theodosios (1. Mal)
- 1672–1679 Varlaam
- 1679–1708 Theodosios (2. Mal)
- 1708–1716 Anthimos
- 1716–1719 Mitrofanis
- 1719–1731 Daniil II.
- 1731–1738 Stephanos II.
- 1739–1753 Neophytos I.
- 1753–1760 Philaretos I.
- 1760–1787 Grigorios II.
- 1787–1792 Kosmas
- 1792–1793 Philaretos II.
- 1793–1810 Dositheos (1734–1826)
- 1810–1812 Ignatios (1765–1829)
- 1812–1819 Nektarios († 1825)
- 1821–1823 Dionysios II.
- 1823–1834 Grigorios III.
- 1834–1840 Vakant
- 1840–1849 Neophytos II. (1787–1850)
- 1850–1865 Nifon II. (ab 1865 Metropolit-Primas)

## Metropoliten von Ungarisch-Walachei und Primasse von Rumänien
- 1865–1875 Nifon
- 1875–1886 Calinic
- 1886–1893 Iosif (1. Mal)
- 1893–1896 Ghenadie (1836–1918)
- 1896–1909 Iosif (2. Mal)
- 1909–1911 Athanasie (1856–1931)
- 1912–1919 Conon (1837–1922)
- 1919–1925 Miron Cristea (ab 1925 Patriarch)

## Metropoliten der Ungarisch-Walachei und Patriarchen von Rumänien
- 1925–1939 Miron Cristea
- 1939–1948 Nicodim Munteanu
- 1948–1977 Iustinian Marina
- 1977–1986 Iustin Moisescu
- 1986–2007 Teoctist I. Arapasu
- seit 2007 Daniel Ciobotea